# 1858年のスポーツ
- 年度別スポーツ記事一覧

## オージーフットボール
- 最初の公式ルール制定

## 競馬

### イギリス
クラシック
- 2000ギニー - フィッツローランド
- 1000ギニー - ガヴァネス
- エプソムダービー - ベッズマン
- エプソムオークス - ガヴァネス
- セントレジャーステークス - サンビーム

その他主要レース
- アスコットゴールドカップ - フィッシャーマン
- グランドナショナル - リトルチャーリー

### フランス
- ジョッケクルブ賞 - ヴァンチュールサングリ

## ボート
- オックスフォード・ケンブリッジ大学対抗レガッタ優勝：ケンブリッジ大学

## 野球
- 3月10日 - アメリカで全国野球人協会結成